# Дреджешть (Дем'єнешть, Бакеу)
Дреджешть, Дреджешті (рум. Drăgești) — село у повіті Бакеу в Румунії. Входить до складу комуни Дем'єнешть.
Село розташоване на відстані 264 км на північ від Бухареста, 18 км на північ від Бакеу, 66 км на південний захід від Ясс.

## Населення
За даними перепису населення 2002 року у селі проживали 336 осіб, з них 335 осіб (99,7%) румунів. Рідною мовою 335 осіб (99,7%) назвали румунську.